# Bibliothèque francophone numérique
La Bibliothèque francophone numérique est un projet de bibliothèque numérique qui rassemble, met en ligne et présente un fonds documentaire se voulant représentatif de la richesse culturelle et historique du monde francophone. Le site propose ainsi en libre accès,  des livres numérisés, des revues, des images, des cartes, des enregistrements sonores issus du monde de la francophonie. 
Elle a été inaugurée le 26 avril 2017 lors de l’Assemblée générale du Réseau Francophone Numérique (RFN). Elle a été réalisée avec le soutien financier de l'Organisation internationale de la francophonie (OIF). 
Depuis mai 2024, Marie Grégoire préside le Réseau Francophone Numérique. 

## Histoire

### Prémices
Début 2006, la Bibliothèque nationale de France propose à cinq bibliothèques nationales francophones de réfléchir ensemble à la création d’une bibliothèque numérique qui valoriserait et donnerait accès au patrimoine francophone qu’elles abritent. En avril 2006, les bases du projet sont jetées, avec la création d'un Réseau francophone numérique composé de six bibliothèques: 
- la Bibliothèque royale de Belgique ;
- les Bibliothèque et Archives Canada ;
- la Bibliothèque nationale de Luxembourg ;
- les Bibliothèque et Archives nationales du Québec ;
- la Bibliothèque nationale suisse.
- La Bibliotheca Alexandrina s'est rapidement associée à ce projet.

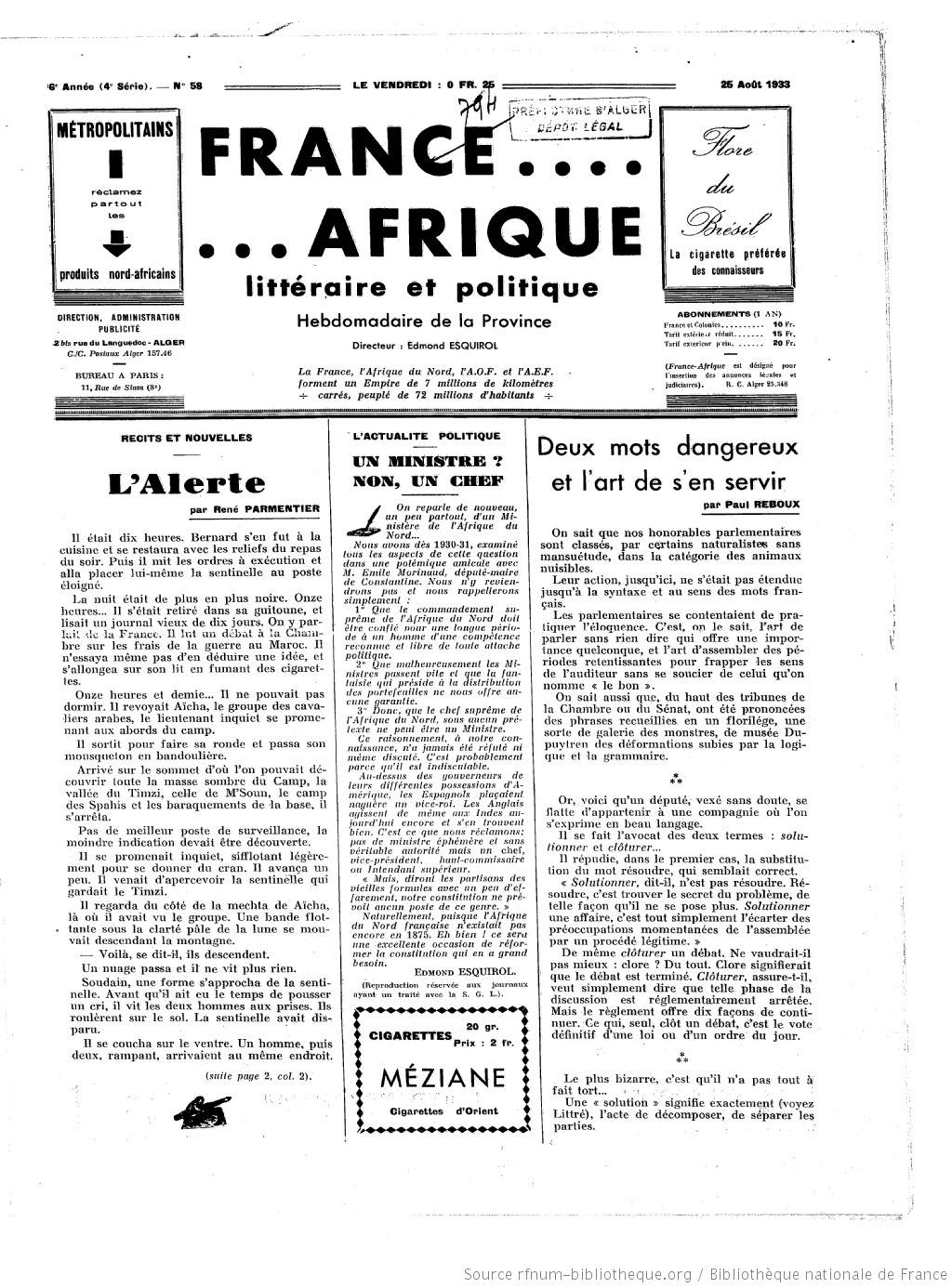
Une de France-Afrique du 25 août 1933.

Le Sommet Francophone de Bucarest en 2006 inscrit le projet à l'agenda des chefs d'État et de gouvernement des États francophones. Le projet est présenté en septembre 2007 à Bruxelles, lors d'une réunion de l'Organisation internationale de la francophonie consacrée aux bibliothèques francophones à l'heure du numérique, où cinquante pays francophones étaient représentés. A cette occasion, la cinquantaine de représentants des bibliothèques nationales et patrimoniales des États membres décident de l'élargissement du RFN aux pays du Sud, renforçant ainsi sa diversité culturelle. Dans un premier temps, la priorité est donnée à la numérisation et à la mise en ligne d’archives de presse francophone, considérées comme particulièrement représentatives des cultures locales. 
Une première version devait être proposée à l'occasion du 400e anniversaire de Québec, d'abord au Congrès mondial des bibliothèques et de l'information en août 2008 et au Sommet de la Francophonie en octobre. Toutefois, il faut attendre avril 2017 pour que la Bibliothèque francophone numérique voie le jour.

### Lancement
La Bibliothèque francophone numérique est lancée en avril 2017 avec un fonds initial d’un millier de documents sélectionnés pour leur intérêt patrimonial, l’objectif étant que ce fonds soit progressivement enrichi par d’autres partenaires. Dix membres du RFN  y ont contribué:
- La Bibliothèque royale de Belgique ;
- Les Bibliothèque et Archives du Canada
- La Bibliothèque nationale de France, en tant que pilote ;
- La Bibliothèque Haïtienne du Saint-Esprit ;
- Bibliothèque nationale du Luxembourg ;
- Les Bibliothèque et Archives Universitaires d'Antananarivo ;
- Bibliothèque nationale du Royaume du Maroc ;
- Les Bibliothèque et Archives nationales du Québec ;
- L'Institut Fondamental d'Afrique Noire de l’Université Cheikh Anta Diop du Sénégal ;
- La Bibliothèque nationale de Suisse.

### Objectif
L’idée principale derrière la Bibliothèque francophone numérique est de sauvegarder, de valoriser les patrimoines francophones, et d’y donner accès. Le projet sert donc trois objectifs : refléter la diversité des sources francophones des pays du Nord et du Sud  sur l’espace numérique, dans la durée et dans l'actualité ; aider les pays membres à conserver et reconstituer les patrimoines dont ils ont la responsabilité ; rassembler les conditions favorables pour susciter l’émergence de programmes cohérents de numérisation partagée.
Pour cela il se fonde sur cinq principes : le pluralisme (soit l’absence d’exclusivité donnée à un moteur de recherche dans les modes d’accès aux collections numériques), la gratuité de l’accès aux documents libres de droit, le maintien dans le domaine public des fichiers numériques et le respect des législations nationales des membres, la pérennité (donc la garantie d’une conservation à long terme), et la promotion du français sous toutes ses formes.

## Caractéristiques du site

### Infrastructure
En 2015, le Réseau francophone numérique (RFN) émet le souhait de bénéficier du projet de coopération numérique Gallica  marque  blanche, ce qui signifie que la bibliothèque numérique serait construite sur la base de Gallica mais personnalisée aux couleurs du partenaire, en l’occurrence le RFN. La requête est acceptée par la BnF et la bibliothèque francophone numérique devient ainsi le premier partenariat Gallica marque blanche et une organisation internationale.

### Organisation
Cette bibliothèque en ligne présente son fonds sous forme de corpus géographiques et de sélections thématiques. Les zones géographies correspondant à des territoires francophones, on y retrouve l’Afrique de l’Ouest, l’Afrique centrale et l’océan Indien, l’Afrique du Nord et le Moyen-Orient, l’Amérique et les Caraïbes, l’Asie et l'océan Pacifique, et bien entendu l’Europe. Les collections thématiques s’articulent pour leur part autour des droits humains, des échanges, de l’histoire partagée, et de la langue française. Chaque collection, géographie ou thématique, est introduite et expliquée dans un article écrit par des personnalités du monde de la recherche francophone.
Un document peut donc être trouvé via un formulaire de recherche interne, par thème, ou par zone géographie. La recherche peut être affinée par type de document, par auteur, par bibliothèque abritant le fonds... Chaque document fait l'objet d'une notice descriptive détaillée qui mentionne en particulier les droits d'exploitation.

## Galerie

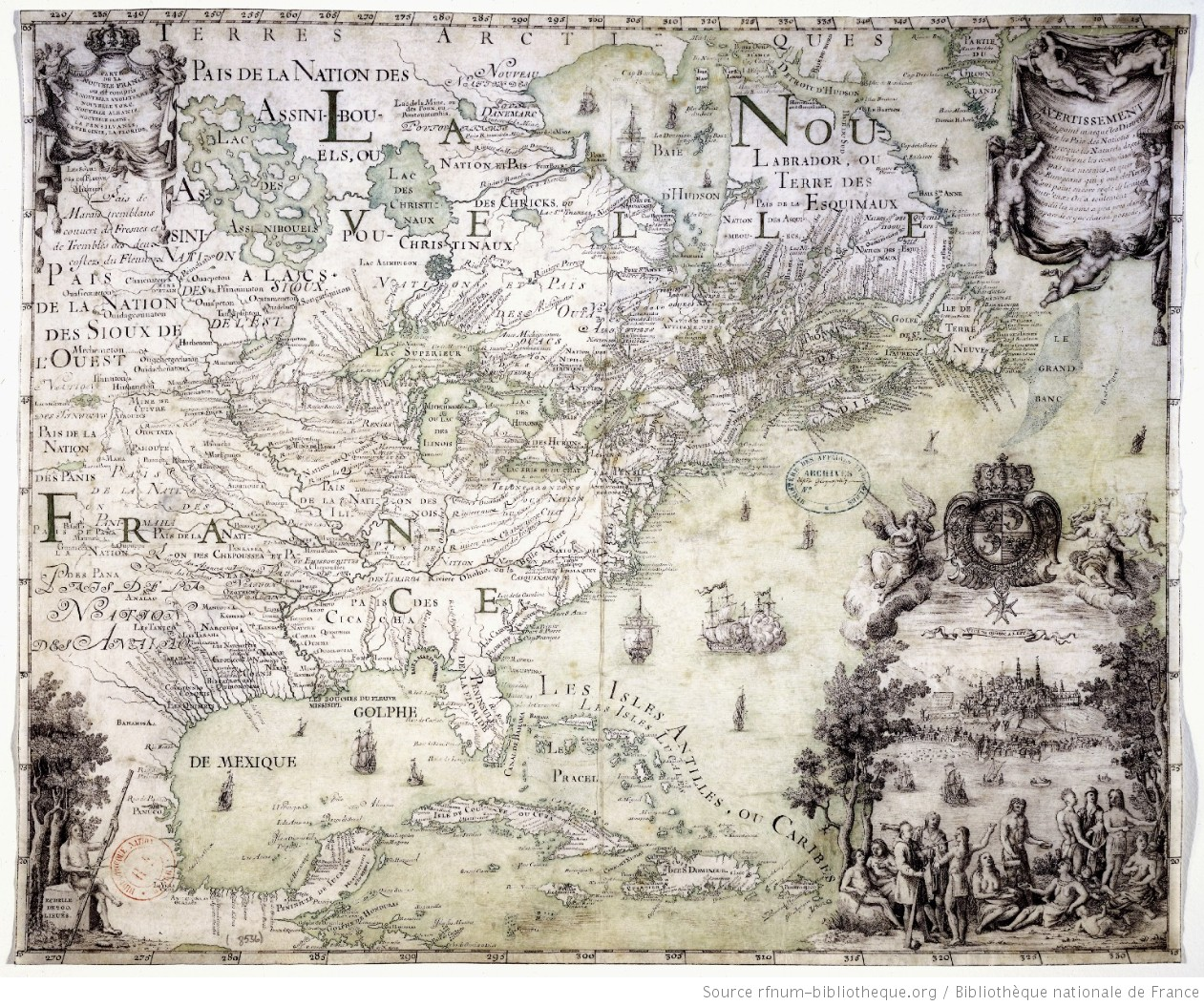
Carte de la Nouvelle-France par Jean-Baptiste Franquelin, 1705-1711
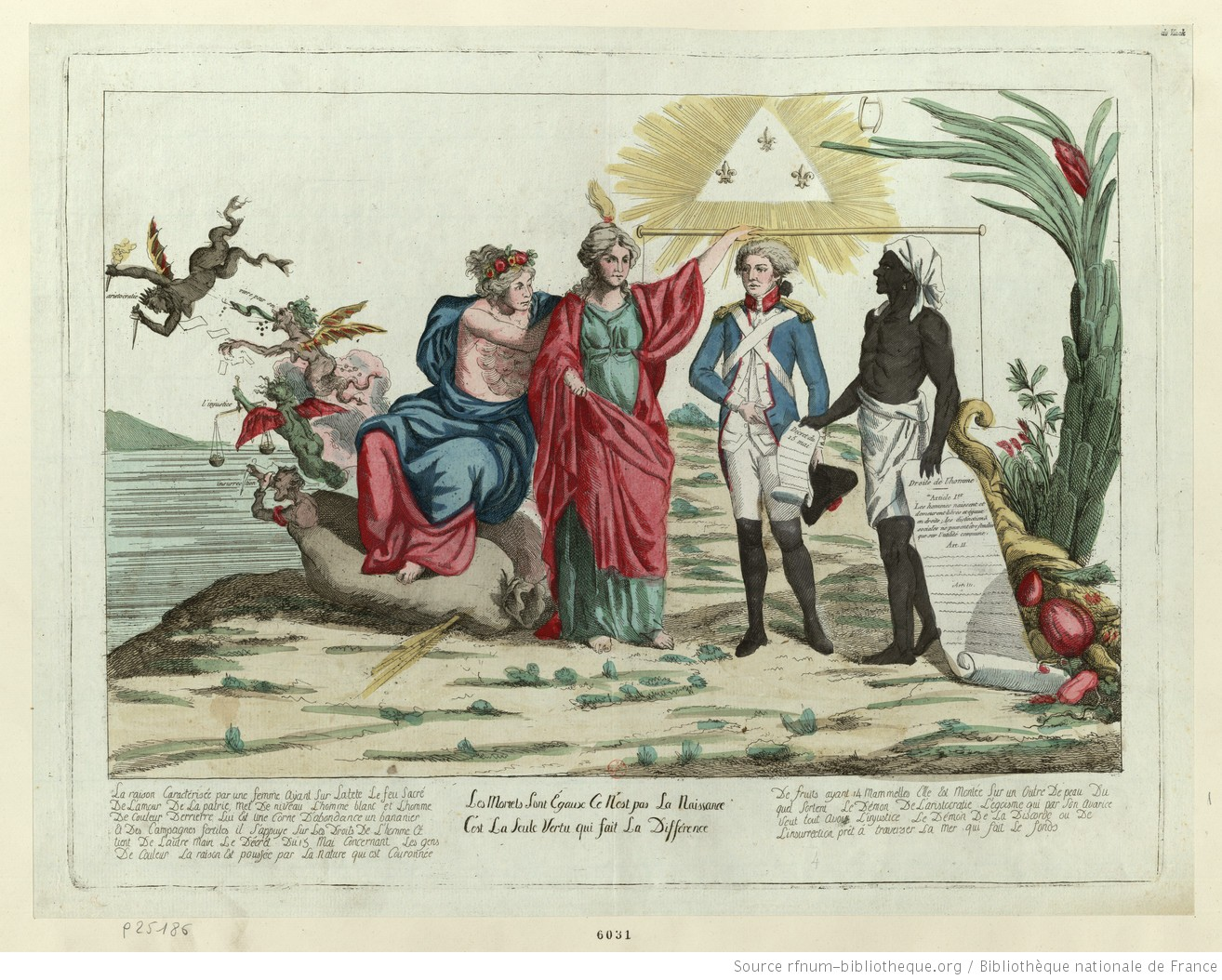
Estampe représentant l'abolition de l'esclavage en 1794
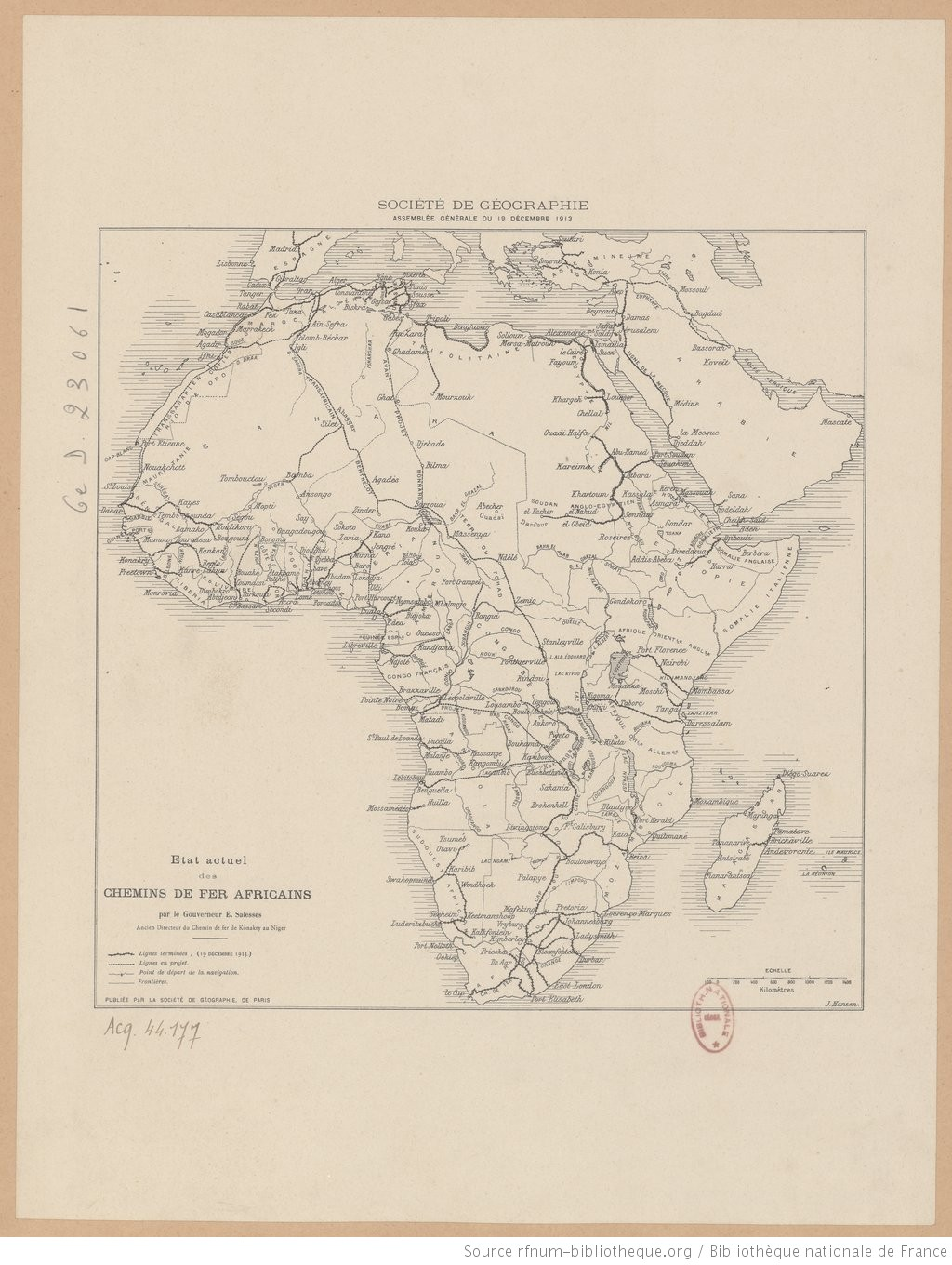
État des chemins de fer africains en 1913 par E. Salesses
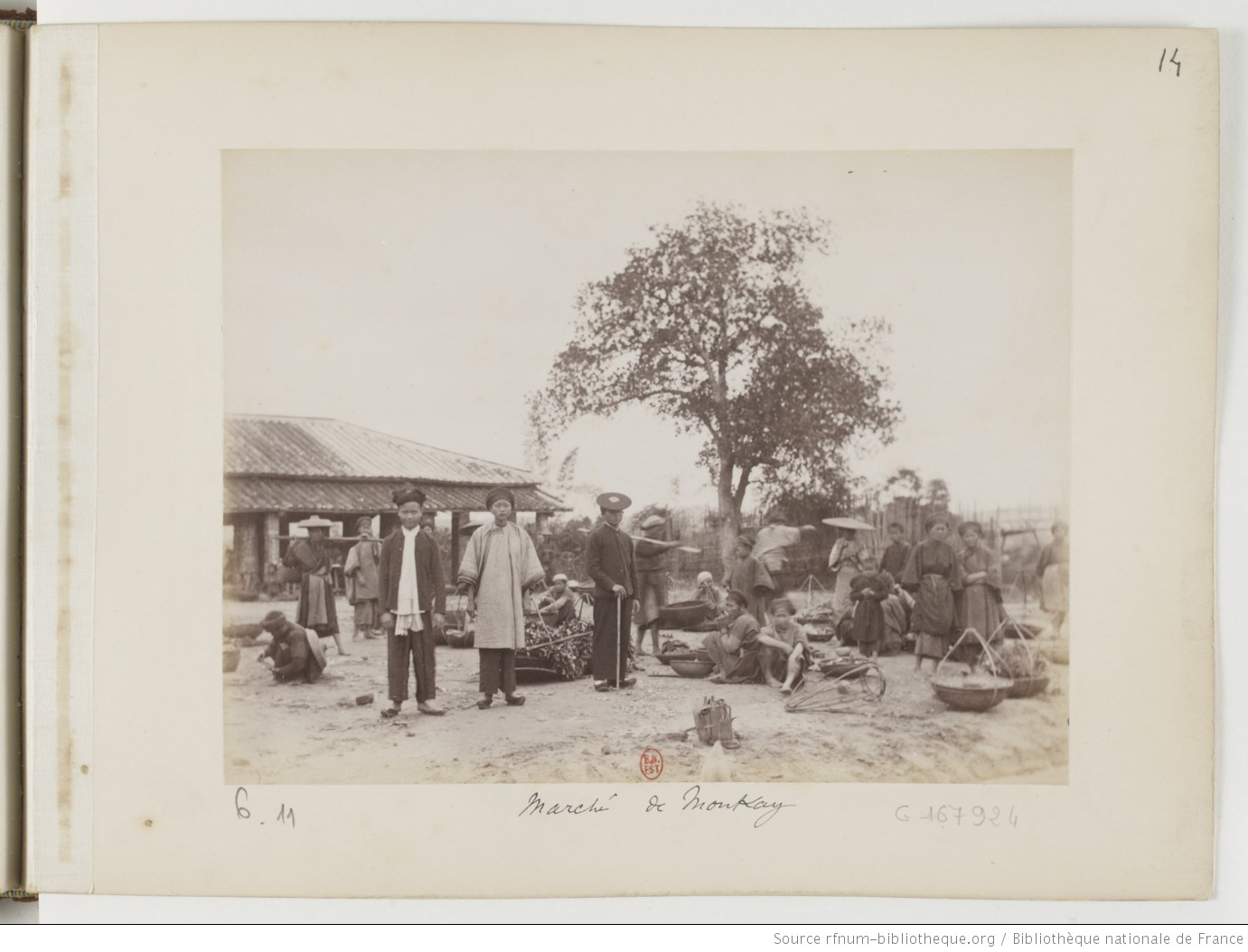
Photographie d'un marché à Mongkay, Vietnam, 1890 par H.Frandin
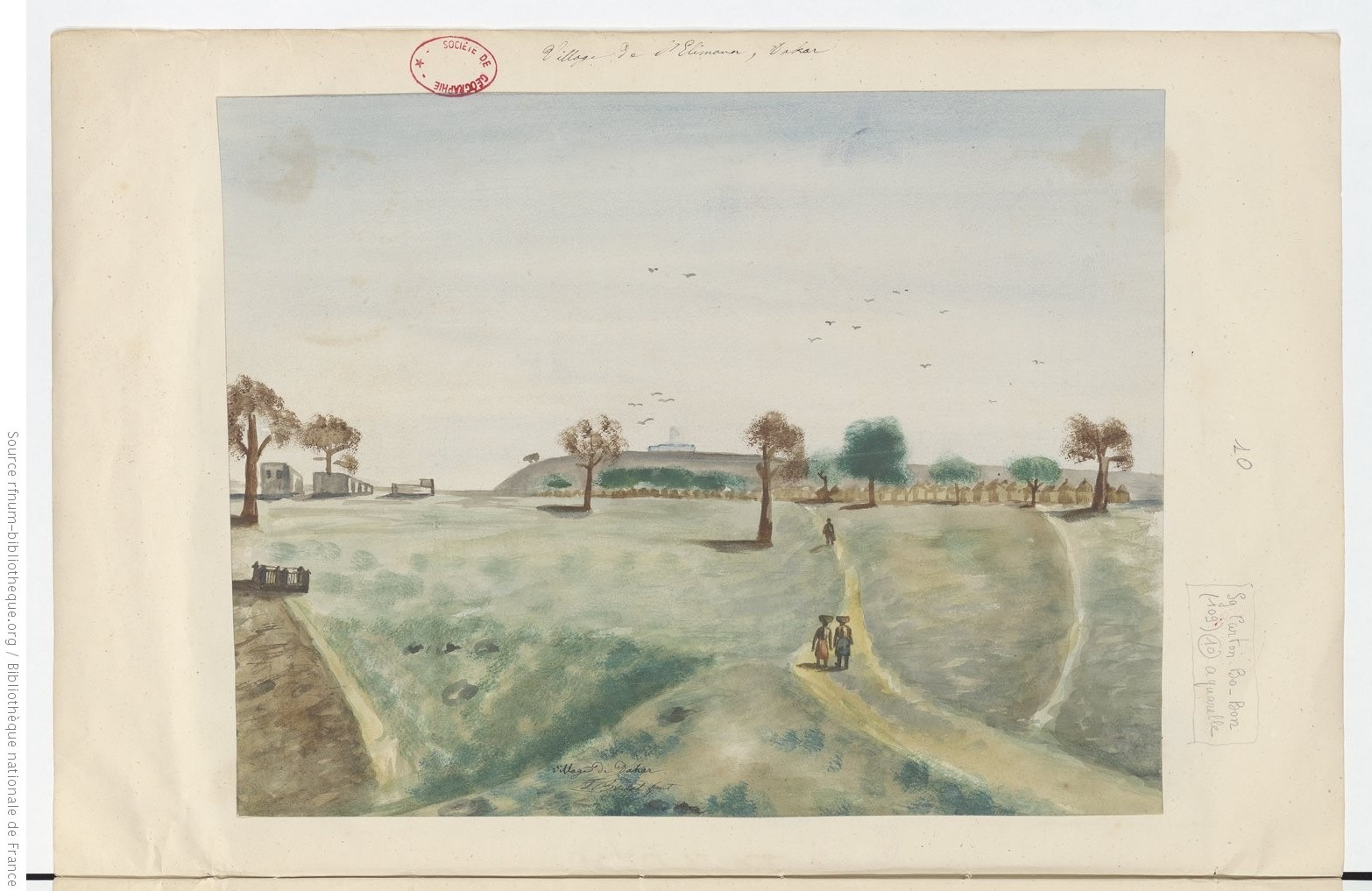
Extrait du journal de David Boilat au Sénégal en 1846
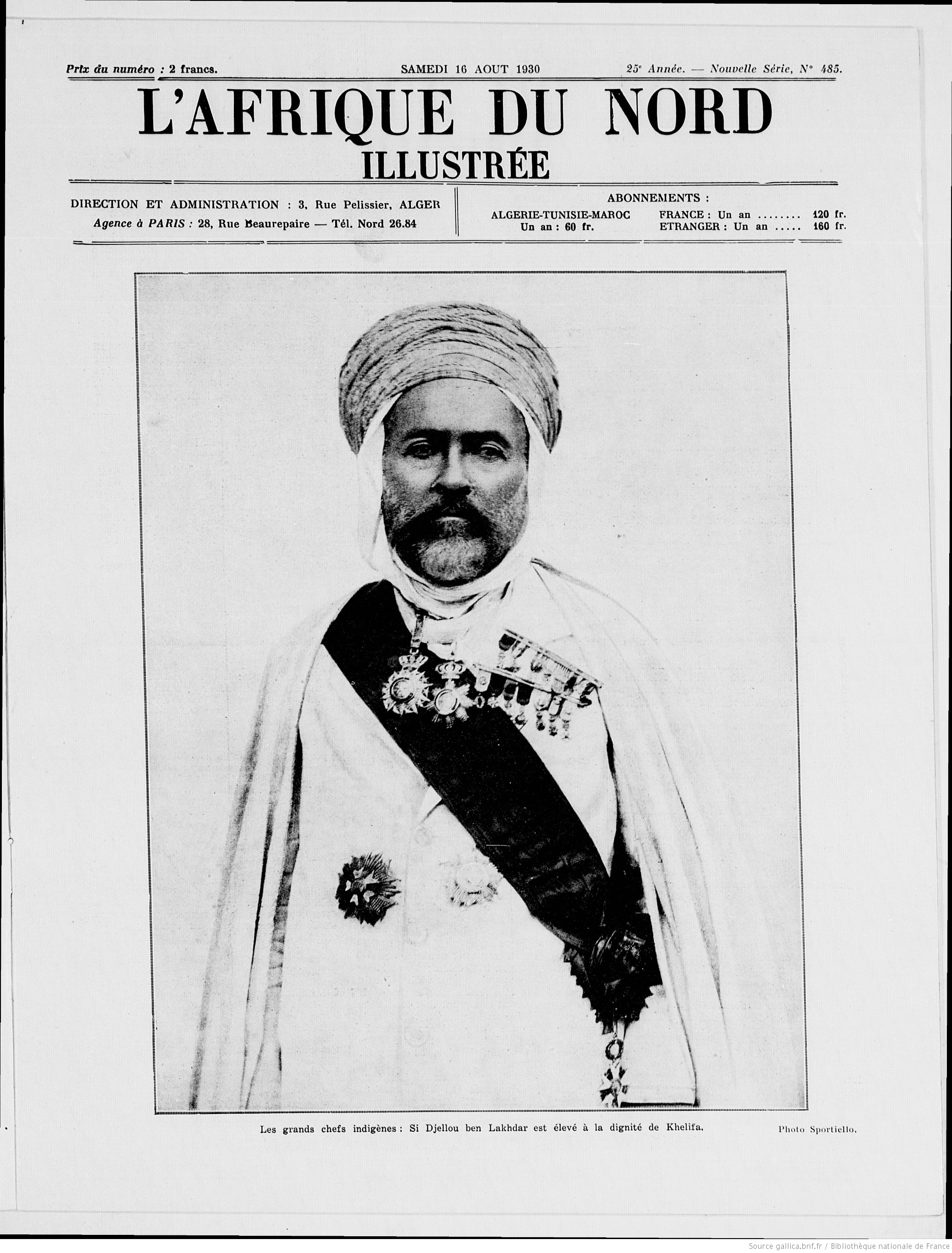
Une du 16 août 1930 de l'Afrique du Nord Illustrée, Djelloul Ben Lakhdar est élevé à la dignité de Khalifa.